# Villa Malta a Roma
Villa Malta a Roma (The Villa Malta, Rome) è un dipinto ad olio su tela di cm 27,2 x 41,5 cm realizzato nel 1860 circa dal pittore inglese Frederic Leighton, e raffigura la celebre Villa Malta di Roma, sul Pincio; la villa compare con la sua torretta, presente all'epoca del dipinto e poi demolita nel 1878. 
È conservato alla National Gallery di Londra.